# Cilindro de fonógrafo

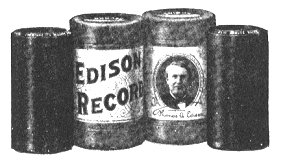
Dos grabaciones en cilindro de Edison (en los extremos) y sus recipientes de cartón (en el centro)

Los cilindros de fonógrafo fueron el soporte del primer método de grabación y reproducción de sonido. Conocidos simplemente por «grabaciones» en su época de mayor popularidad (1887-1915), estos objetos con forma de cilindro tenían una grabación de sonido literalmente grabada sobre la superficie exterior que se podía reproducir sobre un fonógrafo mecánico. En la década de 1910, el sistema competidor basado en discos de gramófono triunfó en el mercado y se convirtió en el soporte de audio comercial dominante, provocando que la producción comercial en masa de los cilindros de fonógrafo terminara en 1929.

## Desarrollo inicial del cilindro de fonógrafo
Thomas Edison concibió el fonógrafo el 18 de julio de 1877 para grabar mensajes telefónicos, usando papel encerado en su primera prueba. En las primeras versiones en producción, las grabaciones se realizaban sobre la superficie exterior de una tira de papel de estaño enrollada alrededor de un cilindro giratorio de metal. En la década de 1880 se empezaron a producir en masa los cilindros de cera. Estos contenían las grabaciones de sonido en surcos sobre el exterior de unos cilindros huecos de cera ligeramente blanda. Estos cilindros se podían retirar y colocar con facilidad en el mandril de la máquina que los reproducía. Las primeras grabaciones en cilindro se solían desgastar tras haber sido reproducidos unas pocas decenas de veces; el comprador podía entonces retornar el cilindro gastado al vendedor para cambiarlo por un crédito parcial que le servía para adquirir nuevas grabaciones, o para pulirlo de nuevo para que se pudieran realizar nuevas grabaciones sobre él. En 1890, Charles Tainter patentó el uso de cera de carnaúba como sustituto de la típica mezcla de parafina y cera alba utilizada en los cilindros de fonógrafo.
Las primeras máquinas de cilindros de finales de la década de 1880 y 1890 se solían vender con accesorios para grabar. La posibilidad de grabar además de reproducir sonidos era una ventaja de los fonógrafos de cilindros sobre los baratos fonógrafos de discos, que empezaron a venderse de forma masiva a finales de la década de 1890, ya que los sistemas basados en discos solo servían para reproducir sonidos pregrabados.
En las primeras etapas de la fabricación del fonógrafo se diseñaron varios tipos de cilindro competidores que eran incompatibles entre sí, pero a finales de la década de 1890, Edison Records, Columbia Phonograph y otras empresas decidieron un sistema estándar: un cilindro con unos 10 cm de largo y 5,7 cm de diámetro, que tenían una capacidad de unos dos minutos de música u otro tipo de sonido.

## Empaquetamiento comercial
Los cilindros se vendían en tubos de cartón, con tapas de cartón en cada extremo, que servían para proteger las grabaciones. Estos contenedores y la forma de los cilindros (junto con el sonido "metálico" de las primeras grabaciones, en comparación con la música en directo) movieron al director de banda John Philip Sousa a burlarse de las grabaciones llamándolas música enlatada.
Las compañías de grabación solían tener una etiqueta impresa genérica en el exterior del envase cilíndrico, sin ninguna indicación de la identidad de la grabación concreta de su interior. Al principio, esta información se escribía a mano sobre la etiqueta, una a una. Poco después se estampaba el número de grabación en la tapa superior, y más tarde se imprimían el título y el artista de la grabación sobre la etiqueta de la tapa. Poco después del comienzo del siglo XX, se empezó a imprimir una versión abreviada de esta información (junto con el nombre de la compañía de grabación) en el borde del propio cilindro. Anteriormente, los cilindros no tenían ninguna identificación visual. En lugar de eso, tenían un anuncio hablado del título de la canción o de la interpretación, el artista de la grabación y la compañía de grabación, que se introducía al comienzo de la grabación.
También se incluían encartes pequeños de papel que contenían información sobre la grabación y se colocaban dentro del paquete junto con los cilindros. Al principio, estos se escribían o mecanografiaban a mano, pero las versiones impresas se hicieron más comunes en cuanto los cilindros de ciertas canciones se empezaron a vender en suficientes cantidades como para que fuera económicamente rentable. En la imagen de ejemplo anterior, de Edison Records, 1902, se invita al consumidor a recortar el círculo con la información impresa. Luego se podía pegar este círculo de papel sobre la tapa del contenedor cilíndrico o (como propone este ejemplo) en un husillo para este cilindro en pequeños armarios construidos específicamente para guardar cilindros de grabación, que vendían las propias compañías de grabación. Sin embargo, solo una minoría de los compradores de cilindros adquirían estos armarios.

## Mejoras posteriores de los cilindros comerciales
Con los años, el tipo de cera utilizado en los cilindros se mejoró y endureció para que pudieran reproducirse más de 100 veces. En 1902, Edison Records lanzó una línea de cilindros mejorados con cera dura, denominados "Edison Gold Moulded Records".

### El plástico duro sustituye a la cera
En 1906, la empresa Indestructible Record Company empezó a vender masivamente cilindros hechos de celuloide, uno de los primeros plásticos duros, que no se rompía si se caía y se podía reproducir miles de veces sin que se desgastara. Este material inflexible no se podía pulir y reutilizar como los cilindros de cera, pero tenía la ventaja de ser una grabación casi permanente. Podría decirse que estos cilindros "Indestructibles" son el medio más perdurable de grabación de sonido desarrollado en toda la era del audio analógico, antes de la introducción del audio digital; pueden soportar muchas más reproducciones que otros soportes posteriores como el disco de vinilo o la cinta magnética. Esta tecnología superior fue adquirida por la empresa Columbia Phonograph Company. Más tarde, la compañía de Edison desarrolló su propio tipo de cilindro de larga duración, que consistía en un tipo de plástico llamado Amberol alrededor de un núcleo de escayola (yeso), el cual se denominaba cilindro de Amberol. Aproximadamente al mismo tiempo, Edison introdujo los cilindros de 4 minutos, que tenían el doble de tiempo de reproducción que los viejos cilindros estándar, lo que se consiguió simplemente disminuyendo el tamaño de los surcos y espaciándolos con la mitad de distancia en la espiral que rodeaba al cilindro. La mayoría (pero no todos) los cilindros de Amberol son de la variedad de cuatro minutos. Los fonógrafos de Edison para reproducir estos cilindros mejorados se llamaban amberolas.

## Cilindros contra discos
En la época anterior a la Segunda Guerra Mundial, los cilindros de fonógrafo y las grabaciones en disco competían por el favor del público. La fidelidad sonora de un surco no es inherentemente mejor por grabarla sobre un disco o un cilindro, por lo que la competición se debió a otros factores.

### Ventajas de los cilindros
El sistema de cilindros tenía ciertas ventajas. Como se ha apuntado, los cilindros de cera se podían utilizar para hacer grabaciones caseras, y los tipos "indestructibles" podían reproducirse muchas más veces que un disco. Los cilindros solían rotar a mayor velocidad que los discos, creando una mayor velocidad lineal de la aguja sobre el surco, lo que en teoría podía ofrecer un sonido de mejor fidelidad. Es más, como la velocidad angular constante se traduce en una velocidad lineal constante (el radio de la espiral es constante), los cilindros también estaban exentos de los problemas que sufrían los discos con los surcos interiores. En 1900, los cilindros tenían en general una calidad de sonido notablemente superior a la de los discos contemporáneos, pero conforme los fabricantes de discos fueron mejorando su tecnología, en 1910 las diferencias de fidelidad entre los buenos discos y los cilindros se hicieron mínimas.
Los fonógrafos de cilindro también solían utilizar un tornillo sin fin para mover la aguja en sincronización con el surco de la grabación, mientras que la mayor parte de las máquinas de discos dependían de que los surcos empujaran a la aguja hacia adelante. Esto tenía como resultado que las grabaciones de cilindro tuvieran un menor ritmo de degradación que los discos, pero este mecanismo adicional encarecía las máquinas de cilindro.

### Ventajas de los discos
Tanto las grabaciones de disco como las máquinas que los reproducían eran más baratas de fabricar en masa que los productos del sistema de cilindros. Las grabaciones de disco también eran más fáciles y más económicas de almacenar, ya que se podían apilar, y si tenían una funda de papel se podían colocar en filas en una estantería, como los libros.
Muchos cilindros de fonógrafo utilizaban una correa para hacer girar al mandril; un ligero desplazamiento de esta correa podía hacer que el mandril no girara uniformemente, provocando así fluctuaciones en el tono del sonido. Los discos de fonógrafo que utilizaban un sistema directo de engranajes en realidad no podían girar si no era uniformemente; el sistema de plato giratorio metálico de las máquinas de disco actuaba como un volante de inercia, ayudando a minimizar las fluctuaciones de velocidad.
En 1908, Columbia Records introdujo la producción en masa de grabaciones de disco con grabaciones en ambas caras, algo que se convertiría con rapidez en el estándar de la industria. Los dueños de las casas de grabación ya podían hacer dos grabaciones por menos del precio de un cilindro.
También debe mencionarse la mejor publicidad y promoción que llevaron a cabo las empresas de discos, sobre todo la Victor Talking Machine Company en Estados Unidos y la Gramophone Company/HMV en la Commonwealth. Se contrató a grandes cantantes como Enrico Caruso para que grabaran en exclusividad, ayudando a transmitir la idea al público de que el producto de la compañía era superior.

### El fin de los cilindros
Las grabaciones de cilindro siguieron compitiendo con el creciente mercado de grabaciones de disco en la década de 1910 hasta que la tecnología del disco ganó la batalla comercial. En esa década, Columbia (que había estado fabricando discos y cilindros) se pasó exclusivamente a los discos, y Edison empezó a vender sus propias grabaciones de disco. Sin embargo, Edison siguió vendiendo grabaciones de cilindro nuevas a los consumidores con fonógrafos de cilindro hasta 1929. Los últimos cilindros fueron simplemente copias de grabaciones de disco, y por tanto tenían peor fidelidad que estas.

## Aplicaciones posteriores de la tecnología del cilindro de fonógrafo
La tecnología de cilindros siguió utilizándose para las grabaciones de dictáfono, en el ámbito de la oficina, hasta principios de los años 1950.
En 1947, Dictaphone sustituyó los cilindros de cera por su tecnología DictaBelt, mediante la cual se practicaban los surcos en una cinta de plástico en lugar de un cilindro de cera. Más tarde esto fue sustituido por la grabación en cinta magnética
En 1996, el grupo They Might Be Giants grabó "I Can Hear You", sin electricidad, en un fonógrafo de Edison de 1898 en el Edison National Historical Site de West Orange, New Jersey. Esta canción apareció en el disco Factory Showroom en 1996 y fue republicada en el recopilatorio de 2002 Dial-A-Song: 20 Years of They Might Be Giants. El grupo también ha compuesto y grabado una canción sobre Edison, una grabación de estudio que apareció en su disco Long Tall Weekend, publicado solo en Internet, y posteriormente en su primer álbum dirigido a una audiencia más joven.

## El fonógrafo en España

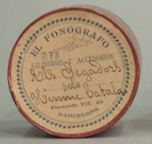
Grabación más antigua conocida del himno "Els Segadors" (Museu de la Música)

Como comentado previamente, Edison estableció sucursales de su empresa fonográfica a lo largo de toda Europa, así como estableció contactos que lo coronaban como proveedor mayorista de los gabinetes fonográficos locales. Esta es la situación principal en la España del siglo XIX; por ejemplo, la Sociedad Fonográfica "Hugens y Acosta" (situada en Madrid), además de producir fonogramas en su estudio, también ofrecía producto internacional (de mercado principalmente británico, aunque una grabación que logró éxito fue la famosa "Laughing Song", interpretada por G. W. Johnson para la compañía Columbia), y su mayor esfuerzo se enfocó en vender maquinaria reproductora "audiófila" de la casa Edison y Bettini (también minoritariamente Columbia), argumentando la superioridad mecánica de los reproductores victorianos. Por otro lado, en las regiones costeras se presenciaba un monopolio local del gabinetes únicos (tales como "El Fonógrafo" en Cataluña o "V. Corrons e Hijo" en el Levante), debido a que estos locales solamente se desarrollaron en las regiones más urbanizadas.
En cuanto al repertorio destacan las marchas para banda, así como repertorio tradicional (jotas, sevillanas y selecciones de zarzuelas populares). Cabe destacar un pequeño "álbum" de cilindros de la ópera Marina, albergados en la Biblioteca Nacional de España (BNE).

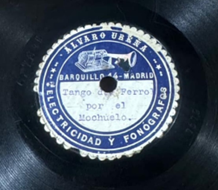
Disco "Gramófono" grabado en 1903. Nótese el "paste-over" de la etiqueta perteneciente al gabinete Álvaro Ureña

Es pertinente mencionar que la aventura de la fonografía española fue considerablemente breve, alcanzando su auge en 1899, mientras que para 1904 solo permanecían alrededor de 3 gabinetes fonográficos. El gabinete Álvaro Ureña, sin embargo, logró sobrevivir ligeramente más tiempo que los demás, logrando transicionar con éxito a la venta de discos, concretamente de la Compañía del Gramófono.
Algunos de los intérpretes más remarcables de este formato son los siguientes:
·Banda del Regimiento {nº1} del Rey (gab. Fono - Reyna)
·Banda del Real Cuerpo de Alabarderos (gab. Hugens y Acosta)
·Antonio Pozo, "El Mochuelo" (gab. Viuda de Aramburgo)
·Antonio Chacón (gab. Hugens y Acosta)
·Adelina Patti (lamentablemente no se ha logrado recuperar ninguna grabación profesional, aunque sí se ha descubierto una grabación casera, dirigida a su marido)
·Julián Biel (gab. Hugens y Acosta)

## Conservación de las grabaciones de cilindro
Por la naturaleza del medio de grabación, la reproducción de un cilindro puede causar una degradación de la grabación. Actualmente, la única máquina profesional que se fabrica para reproducir cilindros es la máquina Archéophone Series I, diseñada por Henri Chamoux. El Archeophone es utilizado actualmente por el Edison National Historic Site, la Bowling Green State University (Chapel Hill, Carolina del Norte) y el Departamento de Colecciones Especiales de la Donald C. Davidson Library, en la Universidad de California, Santa Bárbara. Se puede encontrar más información sobre este reproductor en los enlaces externos de abajo.
Otros montajes modernos que incorporan el uso de un cartucho magnético Stanton 500AL MK II se han fabricado de vez en cuando. Se puede encontrar información sobre ellos en el enlace de las Phonograph Makers Pages. Es posible usarlos en reproductores de cilindros de Edison.
En un esfuerzo por preservar el contenido histórico de las grabaciones se pueden leer los cilindros con un microscopio confocal y convertirlos en un formato de grabación digital. El sonido resultante, la mayoría de las veces, ofrece mayor calidad que la reproducción con aguja del cilindro original. El tener una versión electrónica de las grabaciones originales permite a los archivistas abrir el acceso a las grabaciones a una mayor audiencia. Esta técnica también tiene el potencial de permitir la reconstrucción de cilindros dañados o rotos (Fadeyev & Haber, 2003).
Las reproducciones modernas de cilindros y discos suelen dar la impresión de que la introducción de los discos constituyó un salto en la fidelidad del sonido, pero esto se da en los equipos de reproducción modernos. Reproducidos en equipos de la época, los cilindros no ofrecen mayor ruido y peor reproducción de los sonidos graves que los discos. Otro factor es que muchos cilindros son grabaciones realizadas por aficionados, mientras que el equipo para la grabación de discos (máquina de corte) era demasiado caro para que lo utilizaran otras personas que no fueran ingenieros profesionales. Esto significa que se han hecho grabaciones de cilindro extremadamente malas, mientras que la gran mayoría de las grabaciones de disco se han hecho en forma competente, y no significa que un profesional vaya necesariamente a obtener peores resultados con un cilindro que con un disco.
También es importante la calidad del material: las grabaciones iniciales en papel de estaño se degradaban rápidamente. Una vez que se despegaba el papel de estaño del cilindro, era casi imposible realinearlo para reproducirlo de nuevo. De hecho, ninguna de las grabaciones de estaño del siglo XIX se ha vuelto a reproducir. Hipotéticamente, en el futuro, se podría salvar algún sonido de las grabaciones de estaño ya lisas que han sobrevivido. Las primeras grabaciones de cera blanda también se degradaban muy rápidamente, aunque tenían mejor fidelidad que los primeros discos de goma laca.
Además de su peor conservación, la mala impresión que un oyente actual se puede llevar de un cilindro de cera se debe a su temprana fecha, que se compara desfavorablemente con grabaciones hechas hasta doce años después. Aparte de una toma reproducible una sola vez de 1878 (de un reloj fonógrafo experimental), los cilindros reproducibles más viejos que se conservan son de 1888. Incluyen una grabación muy degradada de Johannes Brahms y un pequeño discurso de Sir Arthur Sullivan que afortunadamente fue copiado en condiciones moderadamente audibles. Algo posteriores son las casi inaudibles grabaciones aficionadas de 1889 de Nina Grieg. Las primeras grabaciones de discos de goma laca conservadas son de discos infantiles, con sonidos de animales y canciones de cuna. Esto significa que las primeras grabaciones de disco que un amante de la música puede escuchar son grabaciones de discos posteriores a 1900, tras más de diez años de desarrollo.